# Merlino e la battaglia dei draghi
Merlino e la battaglia dei draghi (Merlin and the War of the Dragons) è un film fantasy prodotto dallo studio The Asylum e diretto da Mark Atkins. È stato distribuito il 25 novembre 2008 negli Stati Uniti direttamente per il circuito direct-to-video. Le riprese sono state girate interamente in Galles. Il lungometraggio è liberamente ispirato alle leggende di Re Artù.

Il film è stato concepito nello stesso anno della messa in onda della serie televisiva Merlin del canale BBC, che anch'essa narrava le prime gesta di Merlino.
In Italia è stato distribuito in DVD da Eagle Pictures e trasmesso sulla pay tv Sky Cinema Family nel 2011, e sul canale gratuito Rai4 nel 2012.

## Trama
Qualche tempo prima della nascita di re Artù, Merlino, figlio di un demone, viene cresciuto da un mago che lo allena nell'uso della magia. Anni dopo, sette draghi giunti in Galles cominciano a terrorizzare il paese, dando fuoco a edifici e divorando tutti coloro che non riescono a fuggire. Re Vortigern ingaggia Merlino insieme perché guidi il suo esercito nella battaglia contro i draghi. Ogni giorno Merlino cerca un modo di sconfiggere i draghi anche con l'utilizzo della magia, ma senza successo, finché un giorno non incontra la dama del lago che intenta ad aiutare Merlino gli dona la favolosa spada Excalibur. Merlino grazie a Excalibur riuscirà a sconfiggere l'esercito di draghi e a salvare la Gran Bretagna.

## Produzione
Il film fu prodotto con un budget stimato in 400000 $.